# Campionati europei giovanili di nuoto 1985
I XII Campionati europei giovanili di nuoto e tuffi si sono disputati a Ginevra dal 25 luglio al 28 luglio 1985.
Hanno partecipato alla manifestazione le federazioni iscritte alla LEN; questi i criteri di ammissione:
- le nuotatrici di 14 e 15 anni (1971 e 1970) e i nuotatori di 15 e 16 (1970 e 1969)
- Le tuffatrici di 15 e 16 anni (1970 e 1969) e i tuffatori di 16 e 17 (1969 e 1968)

## Podi

### Uomini
| Evento               | Oro                      | Tempo    | Argento                  | Tempo    | Bronzo              | Tempo    |
| Stile libero         |                          |          |                          |          |                     |          |
| 100 m                | Peter Wiedmann           | 52"48    | Peter Sitt               | 52"50    | Martin Hermann      | 52"59    |
| 200 m                | Peter Sitt               | 1'52"69  | Giorgio Lamberti         | 1'54"49  | Peter Wiedmann      | 1'54"78  |
| 400 m                | Walter Kalaus            | 4'00"42  | Stefano Battistelli      | 4'00"88  | Grant Robins        | 4'01"76  |
| 1500 m               | Stefano Battistelli      | 15'44"70 | Walter Kalaus            | 15'51"19 | Dirk Bludau         | 15'51"96 |
| Dorso                |                          |          |                          |          |                     |          |
| 100 m                | Charalambos Papanikolaou | 58"63    | Tamás Deutsch            | 59"18    | Steffen Gröhst      | 57"27    |
| 200 m                | Tamás Deutsch            | 2'05"42  | Charalambos Papanikolaou | 2'05"61  | Sergey Palchikov    | 2'07"10  |
| Rana                 |                          |          |                          |          |                     |          |
| 100 m                | Gary Watson              | 1'05"43  | Enrico Muller            | 1'05"92  | Burkhard Schmidt    | 1'07"10  |
| 200 m                | József Szabó             | 2'20"58  | Enrico Muller            | 2'22"67  | Dmitriy Porotskiy   | 2'24"20  |
| Farfalla             |                          |          |                          |          |                     |          |
| 100 m                | Ludovic Depickère        | 56"95    | Andreas Maezulat         | 57"43    | José Luis Ballester | 57"45    |
| 200 m                | József Szabó             | 2'03"91  | Thomas Müller            | 2'05"87  | José Luis Ballester | 2'06"83  |
| Misti                |                          |          |                          |          |                     |          |
| 200 m                | József Szabó             | 2'06"75  | Charalambos Papanikolaou | 2'07"02  | Mirko Erdmann       | 2'07"79  |
| 400 m                | József Szabó             | 4'27"71  | Charalambos Papanikolaou | 4'31"27  | Mirko Erdmann       | 4'33"84  |
| Staffette            |                          |          |                          |          |                     |          |
| 4x100 m stile libero | Germania Ovest           | 3'29"61  | Svezia                   | 3'32"18  | Germania Est        | 3'33"32  |
| 4x200 m stile libero | Germania Ovest           | 7'35"62  | Germania Est             | 7'39"33  | Italia              | 7'43"36  |
| 4x100 m misti        | Germania Est             | 3'54"71  | Unione Sovietica         | 3:55.84  | Germania Ovest      | 3'56"33  |

### Donne
| Evento               | Oro                 | Tempo   | Argento                      | Tempo   | Bronzo            | Tempo   |
| Stile libero         |                     |         |                              |         |                   |         |
| 100 m                | Tamara Costache     | 56"69   | Stephanie Bofinger           | 57"66   | Regina Dittmann   | 57"81   |
| 200 m                | Regina Dittmann     | 2'02"27 | Stephanie Bofinger           | 2'05"20 | Monica Olmi       | 2'05"35 |
| 400 m                | Heide Grein         | 4'16"35 | Monica Olmi                  | 4'17"82 | Regina Dittmann   | 4'17"89 |
| 800 m                | Heide Grein         | 8'42"03 | Isabelle Arnould             | 8'50"93 | Rita Kovács       | 8'52"58 |
| Dorso                |                     |         |                              |         |                   |         |
| 100 m                | Silvia Krummholz    | 1'04"27 | Camilla Olsson               | 1'04"66 | Dora Varga        | 1'05"02 |
| 200 m                | Cornelia Seithe     | 2'17"57 | Camilla Olsson               | 2'17"86 | Silke Peppler     | 2'18"04 |
| Rana                 |                     |         |                              |         |                   |         |
| 100 m                | Pascaline Louvrier  | 1'10"74 | Franziska Zietemann          | 1'12"08 | Åsa Hedlund       | 1'13"28 |
| 200 m                | Franziska Zietemann | 2'33"14 | Pascaline Louvrier           | 2'33"23 | Anja Ewert        | 2'36"22 |
| Farfalla             |                     |         |                              |         |                   |         |
| 100 m                | Grit Sykora         | 1'03"25 | Annamaria Ferrara Anna Rozer | 1'04"34 | ---               | ---     |
| 200 m                | Monica Olmi         | 2'16"04 | Antje Wiesner                | 2'16"46 | Diane Velissariou | 2'20"19 |
| Misti                |                     |         |                              |         |                   |         |
| 200 m                | Silvia Krummholz    | 2'19"87 | Cornelia Seithe              | 2'19"88 | Zara Long         | 2'20"63 |
| 400 m                | Kathrin Bühler      | 4'54"74 | Cornelia Seithe              | 4'55"37 | Zara Long         | 4'57"37 |
| Staffette            |                     |         |                              |         |                   |         |
| 4x100 m stile libero | Germania Est        | 3'53"15 | Germania Ovest               | 3'54"78 | Paesi Bassi       | 3'55"32 |
| 4x200 m stile libero | Germania Est        | 8'21"49 | Paesi Bassi                  | 8'25"36 | Germania Ovest    | 8'28"98 |
| 4x100 m misti        | Germania Est        | 4'18"69 | Germania Ovest               | 4'23"18 | Italia            | 4'23"41 |

### Tuffi
| Evento         | Oro                | Punti  | Argento           | Punti  | Bronzo          | Punti  |
| Uomini         |                    |        |                   |        |                 |        |
| trampolino 3 m | Vladimir Timošinin | 574,20 | Andrey Kvochinski | 571,08 | Markus Stuppner | 550,86 |
| piattaforma    | Baranov            | 566,70 | Belov             | 512,22 | Thomas Hevelke  | 478,53 |
| Donne          |                    |        |                   |        |                 |        |
| trampolino 3 m | Iurgenson          | 473,25 | Kobylin           | 471,24 | Heidi Becker    | 454,68 |
| piattaforma    | Inga Afonina       | 396,87 | Inselmann         | 386,28 | Alekseeva       | 372,93 |

## Medagliere
| Posizione | Paese            | Oro | Argento | Bronzo | Totale |
| --------- | ---------------- | --- | ------- | ------ | ------ |
| 1         | Germania Est     | 14  | 8       | 11     | 33     |
| 2         | Ungheria         | 6   | 2       | 2      | 10     |
| 3         | Unione Sovietica | 4   | 5       | 3      | 12     |
| 4         | Germania Ovest   | 3   | 7       | 6      | 16     |
| 5         | Italia           | 2   | 4       | 4      | 10     |
| 6         | Francia          | 2   | 1       | 1      | 4      |
| 7         | Grecia           | 1   | 3       | 0      | 4      |
| 8         | Gran Bretagna    | 1   | 0       | 2      | 3      |
| 9         | Romania          | 1   | 0       | 0      | 1      |
| 10        | Svezia           | 0   | 3       | 1      | 4      |
| 11        | Paesi Bassi      | 0   | 1       | 1      | 2      |
| 12        | Belgio           | 0   | 1       | 0      | 1      |
| 13        | Spagna           | 0   | 0       | 2      | 2      |
| Totale    |                  | 34  | 35      | 33     | 102    |